# Ривер Пајнс (Калифорнија)
Ривер Пајнс (енгл. River Pines) насељено је место без административног статуса у америчкој савезној држави Калифорнија.

## Демографија
По попису из 2010. године број становника је 379.
| Група             | 2000.    | 2010.       |
| Белци             | 0 (0,0%) | 313 (82,6%) |
| Афроамериканци    | 0 (0,0%) | 0 (0,0%)    |
| Азијати           | 0 (0,0%) | 4 (1,1%)    |
| Хиспаноамериканци | 0 (0,0%) | 31 (8,2%)   |
| Укупно            | 0        | 379         |